# 坎迪約希鎮區 (明尼蘇達州坎迪約希縣)
坎迪約希鎮區（英語：Kandiyohi Township）是位於美國明尼蘇達州坎迪約希縣的一個行政鎮區，於1868年設立。

## 地方資料
坎迪約希鎮區的面積為91.85平方千米，當中陸地面積為86.60平方千米，而水域面積為5.25平方千米。根據2020年美國人口普查的數據，當地共有人口572人，而人口密度為每平方千米6.23人。